# Kodnamn Storfurstinnan
Kodnamn Storfurstinnan (danska: Kodenavn: Storfyrstinden) är en dansk historisk och biografisk dramadokumentärserie som hade premiär i Danmark den 27 december 2024.

## Handling
Serien handlar om den unga bankkassörskan Jutta Graae som dras in i motståndskampen när Tyskland ockuperar Danmark.

## Rollista (i urval)
- Sidsel Siem Koch - Jutta Graae
- Neel Rønholt - Kirsten Munck
- Silja Ellemann Kiehne - Mette Munck
- Martin Greis-Rosenthal - Ebbe Munck
- Sebastian Jessen - Vollmer Gyth
- Josephine Nørring - Olga
- Peter Hald - Mogens Fog